# Jaroslav Konečný
Jaroslav Konečný, češkoslovaški rokometaš, * 14. januar 1945, Měnín, Češkoslovaška, † 1. avgust 2017, Újezd u Brna, Češka.
Leta 1972 je na poletnih olimpijskih igrah v Münchnu v sestavi češkoslovaške rokometne reprezentance osvojil srebrno olimpijsko medaljo.